# Sueyoshi Magozaemon

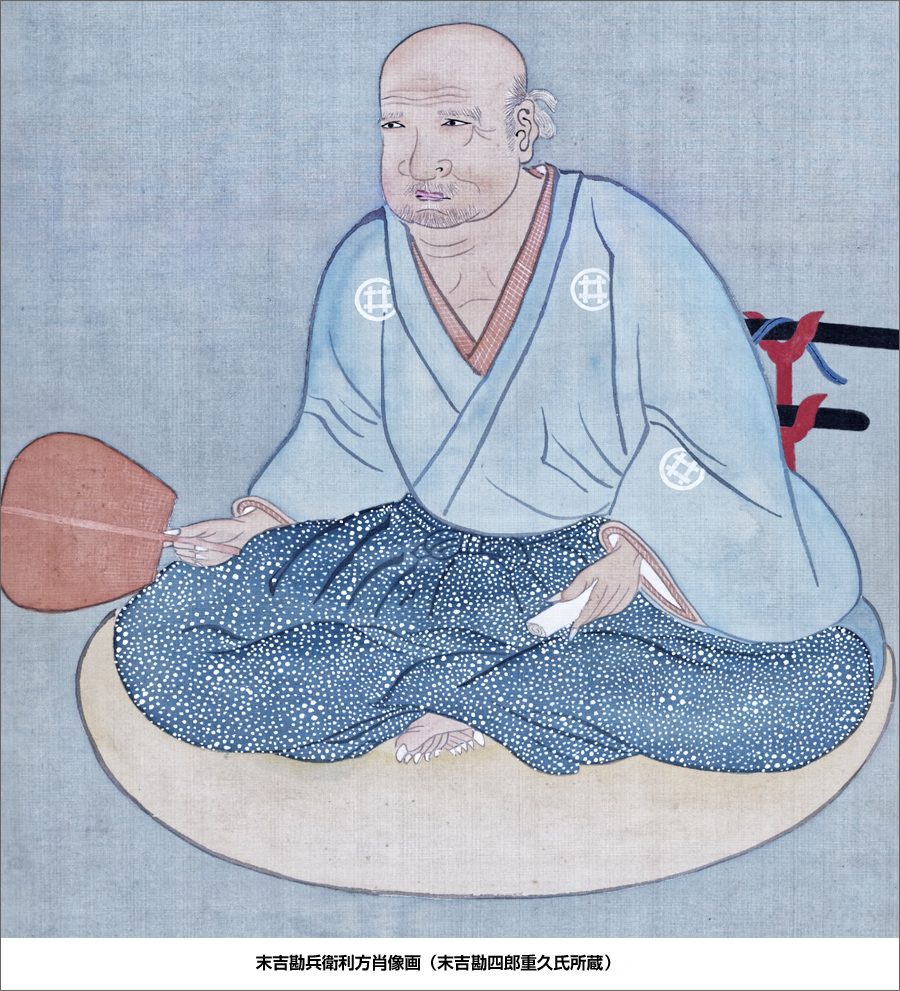
Sueyoshi Magozaemon.

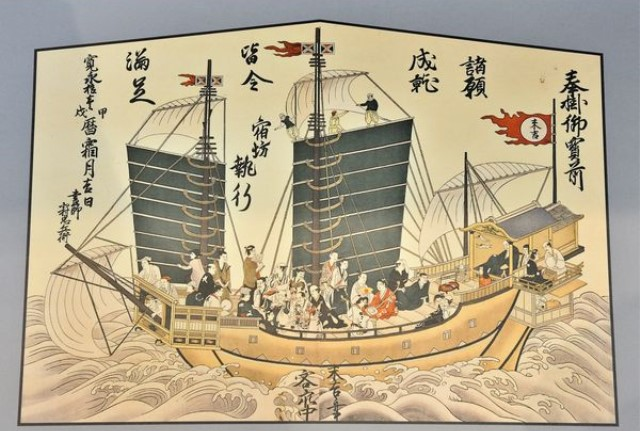
Ema de Sueyoshi.

Sueyoshi Magozaemon (末吉 孫左衛門) (également appelé Sueyoshi Yoshiyasu ; né en 1570 à Hirano ; mort le 1er mai 1617) est un entrepreneur japonais qui s'est enrichi dans le commerce extérieur avec ses « navires au sceau rouge ».

## Biographie
Sueyoshi Magozaemon, avec son père Kambei Toshikata (勘兵 衛利方), entre en contact avec Tokugawa Ieyasu dès son plus jeune âge, et, après la bataille de Sekigahara en 1601, il participe à la fondation de l'atelier monétaire « Fushimi Ginza » (伏見銀座) qui frappe des monnaies au nom d'Ieyasu. En 1607, il succède à son père et, pour ses exploits lors du siège d'Osaka - il met en place le quartier général d'Ieyasu - il est nommé administrateur (代官) des districts de Shiki (志紀) et de Kawachi dans la province de Kawachi - aujourd'hui la préfecture d'Osaka. Il s'associe avec des daimyō de haut rang du shogunat tels que Doi Toshikatsu (土井利勝 ; 1573-1644), Sakai Tadayo (酒井忠世 ; 1572-1636), Honda Tadakatsu (本多忠勝 ; 1548-1610) et avec le prêtre Konchiin (金地院崇伝 ; 1569-1633).
De 1604 à 1616, Sueyoshi envoie chaque année des navires au sceau rouge dans la région de Luçon. Son fils Magosaemon Nagakata (孫左衛門長方) lui succède et est également nommé administrateur des districts de Kawachi et Shiki. Chaque année, il envoie des navires au sceau rouge vers le Tonkin, ce qui va à l'encontre de la politique générale de fermeture du pays.
Il existe plusieurs panneaux votifs de Sueyoshi représentant des navires ; certains sont conservés au temple Kiyomizu-dera à Kyoto et datent de 1632, 1633 et 1634.

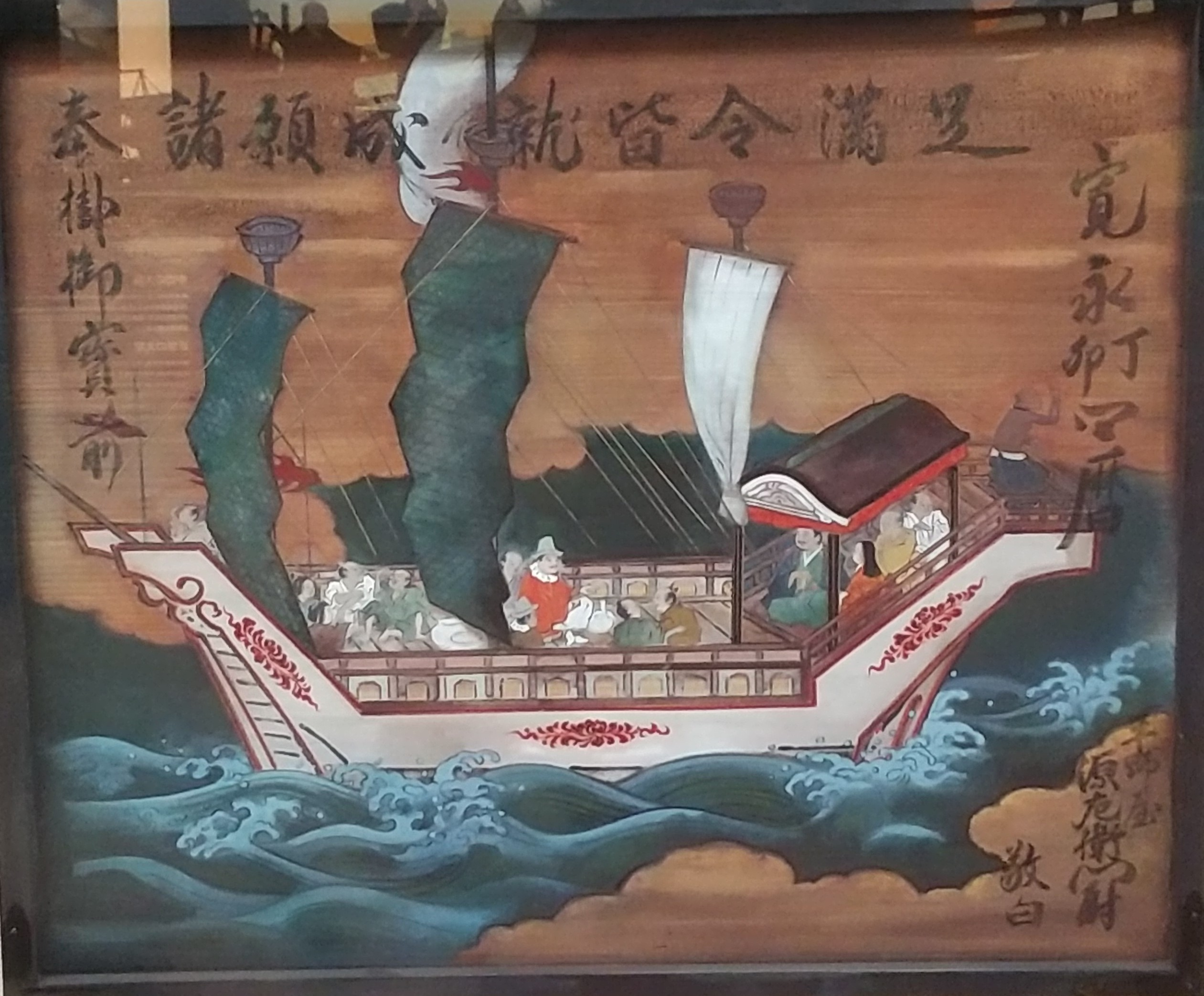
Ema avec l'image d'un bateau de la famille Sueyoshi, 1627.